# Cephalocoema sublaevis
Cephalocoema sublaevis is een rechtvleugelig insect uit de familie Proscopiidae. De wetenschappelijke naam van deze soort is voor het eerst geldig gepubliceerd in 1890 door Carl Brunner von Wattenwyl.